# Jeannette Ehlers
Jeannette Ehlers (født 1973) er en dansk kunstner. Jeannette Ehlers er datter af en dansk mor og en far fra Trinidad, der tidligere var en britisk koloni. Hun er bosat og arbejder i København. Hun er uddannet på Det Kgl. Danske Kunstakademi i 2006 og i 2010 modtog hun Statens Kunstfonds 3-årige arbejdslegat.

## Udstillinger om dansk kolonihistorie
I 2014 åbnede hun udstillingen "SAY IT LOUD" i Nikolaj Kunsthal i København, i hvilken hun angreb danmarkshistoriens skønmaleri af sig selv som koloninationen, der var de første til at ophæve slavehandlen. Hendes kunstneriske arbejde centrerer sig omkring et kritisk blik på vores koloniale fortid og de racistiske strukturer, som hun peger på stadig findes i dag. Hun har blandt andet også udstillet i gruppeudstillingen "COOL, CALM AND COLLECTED" på ARoS i Aarhus og i udstillingen "Blinde Vinkler - Billeder af kolonien Dansk Vestindien" i Den Sorte Diamant i København. Ehlers er arvtager til en tradition for at fremhæve den racegjorte krop for at bruge den som et medium for kritik af racismen mod sorte og brune mennesker ‒ en form for racisme med dybe rødder i den vestlige kolonialisme.
I 2015 åbnede Ehlers en udstilling på Astrid Noacks Atelier på Nørrebro med titlen "Because the Spirits. A Conversation.”. På udstillingen brugte hun den folkekære forfatter H.C. Andersens skuespil Mulatten til at diskutere dansk kolonihistorie og slaveoprør. I skuespillet diskuterer to sorte, om de skal gøre oprør. Ehlers' udstilling var en del af en udstillingsrække, der åbnede i protest mod Golden Days, og som blev udgivet i bogen Heritage Is Commoning samme år.

## Bogudgivelse
I 2016 udgav hun bogen SAY IT LOUD!, og heri præsenteres Ehlers' virke, hovedsageligt med fotografier fra udstillingen på Nikolaj Kunsthal. Billederne er i selskab med tekster af Mathias Danbolt, Alanna Lockward, Lotte Løvholm, Rolando Vázquez, Nikolaj Kunsthal og kunstneren selv. Det har resulteret i en bog, der i billeder og ord på forskellig vis diskuterer emner som identitet, etnicitet og historieskrivning - hele tiden med Danmarks kolonihistore som omdrejningspunkt.

## Statue af oprørskvinde fra danskvestindien
Den 31. marts 2018 blev en skulptur med titlen I Am Queen Mary afsløret. Skulpturen er udført af Jeannnette Ehlers sammen med kunstnerne La Vaughn Belle fra de Amerikanske Jomfruøer, de tidligere dansk vestindiske øer. Skulpturen er opstillet foran Vestindisk Pakhus (København) som det første rigtige minde om kolonitiden på Jomfruøerne. Det var her varer fra Vestindien ankom til København. Det er samtidig den første skulptur der portrætterer en sort kvinde på dansk jord. Selv om det er den største arbejderopstand, der har været i Danmark, er den ikke særligt kendt i herhjemme. På Jomfruøerne bliver Queen Mary og de andre ledende kvinder fra opstanden hædret som de kvinder, der turde tage kampen op mod den undertrykkende overmagt. Queen Mary er blevet en rollemodel for befolkningen; historien overleveres primært mundtligt, gennem sang og historier, da ingen af de fire ilddronninger skrev deres egen historie ned. Den tidligere Kongevejen på St. Croix blev i 1972 omdøbt til Queen Mary Highway som en hyldest til Mary Thomas. The Fireburn bliver årligt markeret med en march, teaterforestillinger og taler i Frederiksted.